# Zdeněk Koubek
Zdeněk Koubek (* 25. listopadu 1948) je bývalý český fotbalista, levý obránce, reprezentant Československa, mistr Evropy do 23 let z roku 1972.

## Fotbalová kariéra
V československé reprezentaci odehrál v letech 1972–1975 pět utkání, 4x nastoupil v reprezentačním B-mužstvu, 5x v olympijském výběru (1 gól). Hrál za Sklo Union Teplice (1966–1967, 1969–1974), VTJ Dukla Hraničář/RH Cheb (1967–1969, 1979–1983). V československé lize nastoupil ve 352 utkáních a vstřelil 7 branek. Vítěz Českého a finalista Československého poháru 1977 a finalista Českého poháru 1973.

## Ligová bilance
| Ročník                                   | Zápasy | Góly | Klub                    |
| ---------------------------------------- | ------ | ---- | ----------------------- |
| 2. československá fotbalová liga 1967/68 | -      | -    | VTJ Dukla Hraničář Cheb |
| 2. československá fotbalová liga 1968/69 | -      | -    | VTJ Dukla Hraničář Cheb |
| 1. československá fotbalová liga 1969/70 | 17     | 0    | Sklo Union Teplice      |
| 1. československá fotbalová liga 1970/71 | 29     | 0    | Sklo Union Teplice      |
| 1. československá fotbalová liga 1971/72 | 30     | 1    | Sklo Union Teplice      |
| 1. československá fotbalová liga 1972/73 | 24     | 0    | Sklo Union Teplice      |
| 1. československá fotbalová liga 1973/74 | 30     | 0    | Sklo Union Teplice      |
| 1. československá fotbalová liga 1974/75 | 22     | 1    | Sklo Union Teplice      |
| 1. československá fotbalová liga 1975/76 | 24     | 1    | Sklo Union Teplice      |
| 1. československá fotbalová liga 1976/77 | 30     | 1    | Sklo Union Teplice      |
| 1. československá fotbalová liga 1977/78 | 30     | 0    | Sklo Union Teplice      |
| 1. československá fotbalová liga 1978/79 | 26     | 1    | Sklo Union Teplice      |
| 1. československá fotbalová liga 1979/80 | 30     | 0    | RH Cheb                 |
| 1. československá fotbalová liga 1980/81 | 28     | 0    | RH Cheb                 |
| 1. československá fotbalová liga 1981/82 | 11     | 0    | RH Cheb                 |
| 1. československá fotbalová liga 1982/83 | 21     | 2    | RH Cheb                 |
| CELKEM 1. liga                           | 352    | 7    |                         |